# Milky Season
『Milky Season』（ミルキィ・シーズン）は、『電撃G'sマガジン』（メディアワークス）で連載された読者参加企画。公式略称は「ミルキィ」。

## ストーリー
主人公はある日、父親が経営する女子校「早乙女学園」の女子寮の管理人になる事になった。
小学生とハウスメイド、看護婦が住む「つぼみ寮」と、中学生と高校生が住む「めばえ寮」は、いつもトラブルが絶えない。
そこに加わった唯一の男性である主人公と寮生達の、賑やかな共同生活が始まった。

## 概要
『電撃G'sマガジン』2000年3月号から2001年10月号まで連載。イラスト担当は射尾卓弥、テキスト担当は非公開。
2つの女子寮の管理人となった主人公と、12人のヒロインとの交流を描く。
同誌の読者参加企画で、連載当初からヒロインが12人登場する企画は、本作品が初である。
一期と二期に分かれており、一期は2000年3月号から2001年2月号、二期（せかんどし〜ずん）は2001年5月号から2001年10月号に亘って掲載された。また2001年3、4月号にもゲーム化告知と共に書き下ろしイラストが掲載されている。
メディアミックス展開はコンシューマーゲームと音楽・ドラマCDで、アニメ化はしていない。

## 雑誌上の連載

### 第1期（2000年3月号 - 2001年2月号）
『G's』2000年2月号で『シスター・プリンセス』、『HAPPY★LESSON』のゲーム化告知と共に「電撃G'sマガジン新展開」と銘打ったPRがなされ、2000年3月号から連載が開始された。なお、この号の目次には「ミルキィ・ラブ」と表記されている。
連載第1回はめばえ寮の寮生6人の紹介のみで、第2回ではつぼみ寮の寮生&職員6人の紹介と寮の設定が公開され、人気投票結果発表とイラスト連載が開始された。
誌上ゲームは連載第3回から実施され、めばえ寮とつぼみ寮それぞれのキャラクターの人気投票結果発表と選択クイズを隔月で交互に行った。めばえ寮編は、ヒロインごとに2つずつある選択肢を6人すべて当てる形式。つぼみ寮編は、4つずつある選択肢を任意の2人分当てる形式である。

### 第2期（2001年5月号 - 2001年10月号）
2001年3・4月号にてゲーム化、ファンページ連載の告知がなされる。同年5月号からファンページ連載となるが、実質的には連載第2期と言え、タイトルも「ミルキィ・シーズン せかんどし〜ずん」となった。
第1期では存在した1ページのイラストストーリーはなく、寮生の生活を描いたイラストストーリー「寮生達の日常生活をのぞいちゃおう！」が1ページに2枚ずつ掲載されたほか、寮生のプロフィールを網羅した「ヒロインカタログ」などが主な内容。また、本作の略称を読者投票で決定したり、寮生の身長設定を公開したりしたのもこの時期である。
同年10月号でファンページの連載は終了し、同年11月号以降はゲーム版の紹介記事のみとなった。

## 登場人物

### ヒロイン

#### 寮生
綾瀬美樹（あやせ みき）
声 - 小倉文江
めばえ寮101号室に住む中学3年生。血液型：A型で誕生日は9月16日、身長：154cm
優しくて誰とでもすぐ仲良くなれる。女の子らしくお菓子作りや料理が趣味。お花も大好き。
控えめな性格ながら、話してみれば明朗でよく通る声をしている。
最初に樹のスカート捲りの被害に遭い、凄い悲鳴を上げた後固まってしまった。
野々花沙織（ののはな さおり）
声 - 陰山真寿美
めばえ寮102号室に住む高校3年生。血液型：B型で誕生日は8月15日、身長：163cm
活発で行動的。とにかく体を動かすことが大好きなアウトドア派。ちなみに怪談好き。
ゲーム版では、序盤に管理人（主人公）が「スポーツはそれなりにできる」旨の発言をしておかないと、早々に攻略不可になってしまう。
千浦真林（ちうら まりん）
声 - 有島モユ
めばえ寮201号室に住む中学2年生。血液型：B型で誕生日は3月23日、身長：150cm
帰国子女で今ひとつ日本の習慣に慣れていないが、能天気でマイペース。昼寝が趣味で、どこでも寝てしまう。海外生活の経験から話題も豊富で、寮の人気者。
食欲旺盛でもあり、寝てばかりなのにカロリーが何処に消えているのか不可思議千万。
星波ちはや（ほしなみ ちはや）
声 - 西口有香
めばえ寮202号室に住む高校2年生。血液型：A型で誕生日は3月5日、身長：158cm
とても大人しく、人見知りしがち。友達とはしゃぐより一人自然と触れ合う方が好き。和風を好み、趣味はお茶をたてること。
大きな鈴型の髪留めが目立つが、なぜか歩いても音を立てないらしい。
夏服の浴衣姿を披露した誌上ゲーム第3回（結果発表は2000年11月号）では、常勝の礼香を抜いて人気第1位となった。
宇佐見ゆん（うさみ ゆん）
声 - 金田朋子
めばえ寮301号室に住む中学1年生。血液型：AB型で誕生日は7月12日、身長：147cm
小学生にしか見えないほど、容姿も性格も幼い。多数のぬいぐるみを溺愛していて、出かけるときはうさぎのぬいぐるみ「ゴンゾウくん」を手放さない。語尾を「でし」と結ぶ癖がある。
他にも「ジンゴロウくん」「ライゾウくん」などの古豪めいた名前のぬいぐるみを多数持っている。なお一人称はうさみゅん。
蘭咲礼香（らんざき れいか）
声 - 満仲由紀子
めばえ寮302号室に住む高校2年生。血液型：O型で誕生日は11月11日、身長：157cm
大人っぽく、自分が魅力的なことを自覚していて、周囲を困らせることも。常に自分が話題の中心になっていないと気がすまない。お風呂が趣味。
付き合いの良い管理人を「召し使い」呼ばわりし下僕のように扱き使う様は実に楽しげ。実はお化けが苦手。一人称はアタシ。
1期2期を通じて、ほぼ常に人気投票の首位を維持し続けた。
綾瀬美緒（あやせ みお）
声 - 小倉文江
つぼみ寮101号室に住む小学4年生。血液型：A型で誕生日は11月23日、身長：132cm
美樹の妹。甘えん坊だが、ちょっと背伸びをしたがる年頃。姉同様、花が好き。女の子らしい姉に対抗意識を抱きつつある。
姉に続いて樹のスカート捲りの被害に遭い、「いや～ん」と可愛い悲鳴を上げた。
藤原樹（ふじわら いつき）
声 - 常見良美
つぼみ寮102号室に住む小学4年生。血液型：B型で誕生日は5月3日、身長：135cm
男の子に間違われるほど元気すぎ、寮で破壊活動をする。周りからは、そろそろ自分が女の子と気づいてほしいと思われている。
特撮ヒーローのような「真の漢」像を持つ、かなりの男前気質。最年少の潤未の兄貴分を称している。一人称はオレ。
悪戯好きでゲームではスカート捲りにはまってしまい主人公の目の前で美樹のスカートを捲って逃走。注意しようと追いかけた主人公が美緒と喋ってる隙に美緒のスカートを捲る。その後、寮内では羞恥の悲鳴が続き、皆ブルマを着用するようになった。
立花真白（たちばな ましろ）
声 - 今野宏美
つぼみ寮201号室に住む小学6年生。血液型：AB型で誕生日は6月12日、身長：140cm
IQ300の超天才児でタチバナコンツェルンの社長令嬢。すでにいくつもの発明で特許を取得している。物静かで物事を理路整然と考えるが、何でも研究の対象にしたがる。
ラボとして改造した自室に篭りがちで世俗のレジャーなどには疎い。
森下潤未（もりした うるみ）
声 - 岡本麻見
つぼみ寮202号室に住む小学3年生。血液型：O型で誕生日は2月2日、身長：125cm
寮生では最年少。ちっちゃくてかわいいのだが、人見知りが激しくすぐ泣いてしまう。カナヅチ。
管理人との一年を通して大きく成長したようで、最後には笑顔も見せるようになった。一人称はうるみ。

#### 寮職員
進藤かすみ（しんどう かすみ）
声 - 葉崎かおり
つぼみ寮301号室に住む看護婦。20歳。血液型：O型で誕生日は3月30日、身長：158cm
真面目でがんばりやだが、天然ボケっぽいところも。寮生の健康管理に命を懸けていて、具合が悪いそぶりが見えるとすぐに注射を打ちたがる。自身があまり丈夫でなく、すぐに貧血で倒れて周囲を心配させる。
何かにつけて「あらあら」と漏らしてしまう癖がある。
遠山さちえ（とおやま さちえ）
声 - 牧島有希
つぼみ寮302号室に住むハウスメイド。20歳。血液型：B型で誕生日は10月18日、身長：162cm
ちょっとそそっかしいが、いつも朗らかで、寮生たちの生活をサポート。食事の準備、掃除や洗濯などの賄いを担当。早乙女女子大家政科卒業で、寮生たちの先輩にあたる。
語尾を「ですぅ」と結ぶ癖がある。更に、感情の動きをあらわす擬音をしばしば口に出すこともある。

### 主人公
管理人
声 - 高橋裕吾（ドラマCD版）
本作の主人公。今春から、父親が経営する早乙女女子大付属の女子寮管理人を勤めることとなった。温和な性格で人当りが良い。自然や動物に親しむことを好み、風流・風情を解する。また、賑やかなイベントやノリの良い会話を得意とする一面もある。一人称は僕。

## ゲーム版
2002年2月28日にKIDよりドリームキャストとプレイステーションでゲーム版が発売された。ドリームキャスト版は、充実したバックログやクイックセーブ／ロードなど可読性の高いシステムを売りにしており、シーンタイトルリストや全選択肢の達成率を表示するなどの機能を備えている。それらの要素はPS版には無く、操作性に格段の違いがある。
ゲーム開始の際にプレイヤーキャラである管理人の名前を入力できるものの、登場人物が名前を呼ぶ場面は一切無く、大概「管理人さん」などの呼びかけが定着している。
作中にいわゆる誕生日イベントは見られず、発売当初「誕生日の設定がありながら勿体無い」と残念がる声も寄せられた。

### 関連書籍
- Milky Season ビジュアル&完全攻略ブック 2002年3月20日発行、ISBN 4-8402-2084-0

### 主なスタッフ
- 監修：斉藤康夫
- ディレクター：柳雅夫
- シナリオ：Shiho.、yongen、菊島雄三郎、佐久間大介、卑影ムラサキ
- キャラクターデザイン：射尾卓弥
- オープニングテーマ：「Milky Season」
作詞作曲：志倉千代丸
ボーカル：満仲由紀子

## CD
ミルキィ・シーズン・ペア・コレクション
各巻ごとに2人のキャラクターをフィーチャーしたバラエティーCD。収録内容はキャラクター2人のデュエット曲とミニドラマ、ゲーム版BGMのアレンジ、声優のトーク。全6巻でvol.6には初回特典として収納ボックスが付属した。
- Vol.1 蘭咲礼香&宇佐美ゆん（満仲由紀子&金田朋子）
- Vol.2 立花真白&森下潤未（今野宏美&岡本麻見）
- Vol.3 綾瀬美樹&野々花沙織（小倉文江&陰山真寿美）
- Vol.4 進藤かすみ&遠山さちえ（葉崎かおり&牧島有希）
- Vol.5 千浦真林&星波ちはや（有島モユ&西口有香）
- Vol.6 With Collection Box 綾瀬美緒&藤原樹（小倉文江&常見良美）

ミルキィ・シーズン ドラマCD
その日も例によって寮は大騒ぎだった。年に一度、外からも人を招いて行われる寮祭が近づいているのに、その出し物が決まっていないからである。売店や喫茶店、お化け屋敷に合唱などいろいろな意見が出たが、どれもこれと言った決め手に欠けていた。寮生一同の言い合いを聞きながら管理人は、「せっかくやるのだから、皆で力を合わせてできるようなものがいいな…」と考えていた。「劇なんてどうかな？」なにげなく呟いた彼の一言ですべては決まってしまった。管理人は脚本作りに悪戦苦闘する。そんな中、寮内で怪事件が発生する。果たして犯人は？そして劇をめぐる寮生たちの想いとは…？
ミルキィ・シーズン サウンドコレクション
ゲーム版のオリジナルサウンドトラック。BGM他、OPとEDも収録。
ミルキィ・シーズン ヴォーカルコレクション
ゲーム版のOPとED（フルバージョン）、ペア・コレクション収録のボーカル曲、新曲1曲を収録。

## 歴史
※年月は「電撃G's magazine」の発売号に合わせている
2000年2月号
「電撃G'sマガジン新展開」のひとつとして、新しい読者参加企画の予告がなされる。
2000年3月号
連載開始。めばえ寮の寮生6人の紹介と、人気投票の募集を行う。
2000年4月号
タイトルロゴ決定。つぼみ寮の寮生4人と職員2人の紹介、および寮の設定を公開。人気投票の途中経過が発表される。両寮とも募集は続行。
2000年5月号
めばえ寮編誌上ゲーム開始と、人気投票結果発表。つぼみ寮の投票は途中経過を発表し、募集も続行。
2000年6月号
つぼみ寮編誌上ゲーム開始と、人気投票結果発表。
2000年7月号
めばえ寮編ゲーム第2回。イラストストーリー「ミルキィ・アルバム」沙織・潤未・ちはや・ゆんを掲載。
2000年8月号
つぼみ寮編ゲーム第2回。「ミルキィ・アルバム」礼香・真林・樹・さちえを掲載（礼香のみ1人で見開き2ページ）。
2000年9月号
めばえ寮編ゲーム第3回。夏用の新コスチュームを公開。「ミルキィ・アルバム」美緒・真白・かすみ・美樹を掲載。
2000年10月号
つぼみ寮編ゲーム第3回。夏用の新コスチュームを公開。「ミルキィ・アルバム」寮則その1 - 3を掲載。
2000年11月号
めばえ寮編ゲーム第4回。「ミルキィ・アルバム」寮則その4 - 6を掲載。
2000年12月号
つぼみ寮編ゲーム第4回。「ミルキィ・アルバム」寮則その7 - 9を掲載。
2001年1月号
めばえ寮編最終回。「ミルキィ・アルバム」クリスマス編を掲載。
2001年2月号
つぼみ寮編最終回。「ミルキィ・アルバム」衣装交換・潤未の笑顔・初詣を掲載。ヒロイン全12人の座談会の様子を公開。
2001年3月号
ゲーム化が発表され、ファンページ連載の告知がなされる。ヒロイン12人の紹介。
2001年4月号
引き続きファンページ連載を告知。
2001年5月号
「せかんどし〜ずん」開始。イラストストーリー「寮生達の日常生活をのぞいちゃおう！」学習室・娯楽室を公開。「ヒロインカタログ」美樹・美緒を紹介。企画の略称を募集。
2001年6月号
「日常生活」ちはやの部屋・管理人室を公開。「ヒロインカタログ」沙織・樹を紹介。両寮合同での人気投票第1回を開催。
2001年7月号
「日常生活」キッチン・医務室を公開。「ヒロインカタログ」真林・真白を紹介。企画の略称が「ミルキィ」に決定。人気投票第2回の募集。
ゲームのハードがプレイステーションに決定し、ヒロインのCGが公開される。ゲーム版の紹介記事は、メーカーであるKIDの特集ページに所収。
2001年8月号
「日常生活」リビング・中庭を公開。「ヒロインカタログ」ちはや・潤未を紹介。第1回人気投票の結果発表。ヒロインの身長を公開。
2001年9月号
「ヒロインカタログ」ゆん・かすみを紹介。第2回人気投票の結果発表。
2001年10月号
「せかんどし〜ずん」最終回。「ヒロインカタログ」礼香・さちえを紹介。
企画終了後も2002年4月号までゲーム関連記事が掲載された。